# 1-Бутен
1-бутен (н-бутен-1; 1-бутилен) (С4Н8) — це ненасичений вуглеводень, алкен, олефін.

## Фізичні властивості
Розчинність: не розчиняється у воді, розчиняється в бензолі, добре розчиняється в етанолі та діетиловому ефірі;
Показник заломлення n25
D: 1,3962;
Стандартна ентальпія утворення ΔH (298 К, кДж/моль): 1,17 (г);
Стандартна ентропія утворення S (298 К, Дж/(моль·K)): 307,4 (г);
Стандартна мольна теплоємність Cp (298 К, Дж/(моль·K)): 89,33 (г);
Ентальпія кипіння ΔHкип (кДж/моль): 20,38;
Теплота згоряння (кДж/моль): 2717,3;
Критична температура: 147,4 °C;
Критичний тиск: 4,056 МПа;
Критична густина: 0,234 г/см3;

## Хімічні властивості
1-бутен володіє всіма хімічними властивостями олефінів. Легко полімеризується під дією кислот Льюїса, каталізаторів Ціглера — Натта в полібутилен. При каталітичному дегідруванні 1-бутен перетворюється на бутадієн.

## Отримання
У промисловості 1-бутен отримують:
- як побічний продукт виробництва бензинів або етилену каталітичним і термічним крекінгом або піролізу рідких нафтопродуктів і нафтових газів;
- каталітичним дегідрування н-бутану, що виділяється з газів нафтопереробки й попутних газів.

Процес проводиться на алюмохромовому каталізаторі за 560—600 °C і тиску 0,1-0,2 МПа.

## Застосування
Застосовується як проміжний продукт при виробництві метил-етилкетона, бутадієну; Як сировину при отриманні полібутілену;